# Bromma Challenger
Il Bromma Challenger è stato un torneo professionistico di tennis giocato su campi in cemento indoor. Faceva parte dell'ATP Challenger Series. L'unica edizione si è disputata nel 1996 a Bromma in Svezia.

## Albo d'oro

### Singolare
| Anno | Campione        | Finalista | Punteggio |
| ---- | --------------- | --------- | --------- |
| 1996 | Johan Van Herck | Jan Apell | 6–3, 7–5  |

### Doppio
| Anno | Campioni                     | Finalisti               | Punteggio |
| ---- | ---------------------------- | ----------------------- | --------- |
| 1996 | Andrew Foster Danny Sapsford | Lan Bale Brent Haygarth | 6–3, 6–1  |